# Gustave Dechézeaux
Gustave Dechézeaux, né le 8 octobre 1760 à La Flotte-en-Ré, mort le 18 janvier 1794 à Rochefort, est un homme politique français pendant la Révolution française, député à la Convention nationale.

## Biographie

### Jeunesse – Éducation hors de France
Pierre Charles Daniel Gustave Dechézeaux est né le 8 octobre 1760 à La Flotte, dans l'île de Ré. Son père, Étienne-Laurent, armateur et négociant, faisait le commerce du bois et du sel avec les pays du Nord. Sa mère, Louise Lambert, appartenait à une famille rochelaise d'assureurs et de banquiers. Tous deux étaient protestants huguenots.
Suivant l'usage prévalant dans ces familles de négociants, Gustave Dechézeaux est envoyé très tôt à l'étranger pour apprendre la pratique de commerce et les langues étrangères. C'est ainsi qu'on le trouve en 1774 (année de la mort de Louis XV), à Beverwijk, en Hollande, stagiaire chez un négociant. Il a alors 14 ans. Pendant plusieurs années, il voyage dans les pays où la maison de son père a des intérêts.

### Retour en France
Revenu à La Flotte, il fonde en 1784 sa propre affaire avec un Norvégien, Jacob Lem. Il a, entretemps, adhéré à la franc-maçonnerie, écrit une Histoire de l'Isle de Ré dont le manuscrit est à la bibliothèque de la ville de La Rochelle et reçu une lettre de félicitations de Benjamin Franklin, ambassadeur des États-Unis à Paris, pour la part qu'il avait prise au sauvetage d'un navire américain, le Whim.

### Essor de la maison de commerce
De 1780 à 1789, Gustave Dechézeaux assure avec son associé l'exportation vers les pays scandinaves de la quasi-totalité de la production de vin de Sainte-Marie et La Flotte, deux villages de l'île, ainsi que celle de la plus grande partie du sel d'Ars-en-Ré. Il importera aussi de Norvège le bois de construction que la région ne produit pas.

### Engagement dans la Révolution
Mais peu à peu nourri des idées du Siècle des Lumières, la Révolution le prend. En 1789, il est électeur pour la nomination des députés du Tiers état de la Sénéchaussée de La Rochelle. Au moment où l'idée de République n'est pas encore très populaire, il se range parmi les partisans de l'abolition de la Royauté.
En 1790, il prend le commandement de la Garde nationale de l'île de Ré. En 1791, il fonde la Société populaire de La Flotte, affiliée au Club des Jacobins de Paris. Lors de la fuite de Varennes, il désarme les officiers de la garnison de Saint-Martin de Ré, puis passe en Vendée avec un détachement de Gardes nationaux pour secourir la ville des Sables-d'Olonne menacée par les Royalistes. Toujours en 1791, il est élu premier suppléant à l'Assemblée législative, puis le 6 septembre 1792, député du département nouvellement créé appelé alors Charente-Inférieure, Maritime de nos jours, et qui, étant donné sa population d'alors, comptait onze députés.

### Rôle et prises de position à l'Assemblée
Les positions prises par Gustave Dechézeaux à la Convention ont été très indépendantes. Se méfiant d'une façon exagérée, et pourrait-on dire maladive, des partis qui divisaient l'Assemblée, ses votes ont toujours été inspirés par l'idée qu'il se faisait des devoirs qu'il avait envers ses électeurs et envers eux seuls.
Hostile à la guerre, parce qu'il savait le pays mal préparé à celle-ci, il n'a pas noué d'amitié avec les Girondins dont c'était la politique. Scandalisé qu'un élu puisse se laisser impressionner par les cris et les démonstrations, il n'a pas eu non plus de liens avec la Montagne à qui il reprochait de recourir aux manifestations de rue et de tribunes lorsqu'elle était en minorité.
Mais lorsque Marat a été mis en accusation par la Gironde, il l'a défendu au nom du droit qu'à ses yeux chaque représentant du peuple possédait pour exprimer ses idées, même extrêmes, et quand les principaux orateurs de la Gironde ont été décrétés d'accusation en mai 1793, il a protesté contre le fait que la pression de la rue avait été plus forte que la volonté de la représentation nationale.
Sa doctrine en somme était simple, et pour l'époque, tout à fait anachronique : "L'élu ne doit de comptes qu'à ses électeurs et à sa conscience. Il ne doit pas céder ; il ne doit pas pactiser avec les intérêts en présence ; il doit suivre ses idées qu'elles qu'en soient les conséquences."

### Attitude au procès de Louis XVI
Dans le procès du Roi, sa position, inspirée par ces principes, a été logique, mais, tout à fait solitaire au milieu des manœuvres des partis en présence dont l'attitude était dictée par mille arrière-pensées. Son opinion, imprimée et diffusée avant le procès peut se résumer ainsi :
1. "Oui, la Convention est compétente pour juger le Roi"
2. "Une grande publicité doit être donnée au procès."
3. "Louis XVI est coupable et je pense qu'il mérite la mort, mais je ne voterai pas celle-ci si on ne lui donne pas toutes les possibilités de défense dont bénéficie un accusé ordinaire."

Les événements ayant tourné comme l'on sait : les députés obligés de délibérer sous les menaces des tribunes, l'instruction du procès entachée d'illégalité, le parti-pris affiché par plusieurs leaders de ne pas vouloir juger suivant la Justice, mais suivant l'opportunité politique, Dechézeaux, républicain convaincu de la culpabilité du Roi, a refusé de voter sa mort, alors que les autres députés de la Charente-Inférieure suivaient le courant, à l'exception de Dautriche et Giraud qui, royalistes, ont voté eux aussi contre la mort, mais effrayés de leur audace, ont quitté la Convention dès le mois de février 1793 et se sont cachés jusqu'à Thermidor, ce qui leur a permis de terminer leur carrière sous la Restauration.

### Démission de l'Assemblée
Contrairement à certains modérés, Dechézeaux, après le procès du Roi, a été un député très assidu aux séances. Il y a eu quelque mérite. Les parlementaires qui avaient refusé de céder aux pressions et aux menaces et qui, comme lui, avaient refusé de voter la mort du Roi étaient en butte à la violente hostilité de la Commune de Paris et facilement dénoncés.
Dechézeaux, pénétré de sa mission, ne s’inquiète pas. Membre du Comité des Pétitions, et membre suppléant du Comité du Commerce et en tant que tel, délégué à celui de Défense générale, il fait du mieux qu'il peut son travail de parlementaire. Autour de lui les rangs se clairsèment, surtout après le coup de force du 31 mai, quand sous la pression de la foule les modérés perdent la majorité à l’Assemblée et plusieurs de leurs collègues girondins sont décrétés d'accusation. Dechézeaux proteste par un texte courageux contre l'arrestation de ses collègues dont il ne partageait pas les idées, mais qui, élus au suffrage universel, étaient à ses yeux inviolables. Il s'attire de ce fait l'hostilité de la nouvelle majorité. Soucieux du travail constitutionnel pour lequel la Convention a été à l'origine élue, il continue cependant à siéger, alors que tous les modérés se cachaient, pendant les mois de juin, juillet et août, afin de concourir à l'adoption de la Constitution de l'an I, la plus idéalement démocratique que la France ait jamais eue. Il vote ce texte qui pour la première fois dans notre histoire fixe les bases légales d'un pouvoir républicain, l'adresse à ses électeurs en leur recommandant de le ratifier; puis en août 1793, cette ratification étant acquise, il démissionne, considérant que sa mission est terminée et qu'il peut par conséquent se retirer. Un article de la dite constitution qui venait d’être votée et ratifiée prévoyait d’ailleurs la dissolution de la Convention et la tenue de nouvelles élections.

### Retour à La Flotte
Cette démission dans les conditions qui prévalaient alors était une imprudence et une naïveté. Sans parti, ayant suivi une ligne très personnelle, Dechézeaux était vulnérable. Billaud-Varenne, ce Rochelais qui n'était pas l'élu de La Rochelle mais de Paris et qui n'aimait pas les députés de province, l'avait attaqué sur l'attitude qu'il avait prise le 31 mai lors de la mise en accusation des ministres girondins. Mais Dechézeaux avait bravement maintenu sa position malgré le danger, loin de faire amende honorable, ce qui le désignait à la vindicte de la nouvelle majorité, en intervenant au moment où Robespierre et les Montagnards souhaitaient différer la promulgation de la constitution pour mieux organiser le gouvernement de salut public. Sa démission ne pouvait être alors que mal interprétée. De plus, elle lui ôtait toute protection, mais, confiant dans les institutions, confiant dans son républicanisme qui lui semblait sa meilleure sauvegarde, il s'établit à La Flotte aux yeux de tous et reprend ses activités de négociant tout en animant les séances de la société locale des Jacobins et en organisant la participation de la Garde nationale de l'île de Ré aux opérations contre la Vendée.

### Arrestation et fin tragique
Le 6 novembre 1793,  Lequinio et Laignelot, Conventionnels en mission, font arrêter Dechézeaux et le font comparaître devant un tribunal formé à Rochefort, qui, selon leur expression "était bien en main" et qui comprenait une majorité d'exilés de Saint-Domingue qui vivaient des subsides que la commune révolutionnaire leur versait. Condamné à mort "Pour avoir conspiré contre la République" sans que la moindre preuve de cette accusation ait été apportée, la seule pièce versée au procès ayant été sa protestation contre le coup de force du 31 mai qui avait contraint l'Assemblée à livrer au mépris de toute légalité certains de ses membres à la Commune de Paris. Aussitôt que le jugement est lu à la lueur des torches, il est guillotiné de nuit à Rochefort le 18 Nivôse An II, (18 janvier 1794), un an presque jour pour jour après que le Roi a été contraint à escalader l'échafaud. En outre tous ses biens sont confisqués. Il a 34 ans et il laisse à côté d'une veuve de 27 ans, deux fillettes de 1 et 2 ans qui laisseront une descendance.
Avant d'être exécuté, il adresse trois lettres :
- La veille de sa mort, la première à sa mère : « Le terme de ma carrière était venu, la vengeance l'avait marquée. La victime sera sacrifiée ; mais en m'ôtant la vie, on ne pourra m'arracher mon innocence et ma mémoire, honorée de tous les bons citoyens, sera chère à leur souvenir, consolera mes amis et sera un grand exemple de plus des crimes commis au nom de la justice dans les orages de notre Révolution ».
- La seconde à ses amis : Quand en parlant de moi, l'étranger qui abordera dans notre île, demandera ce que je fus, quand vos enfants qui auront entendu raconter ma fin vous demanderont : « Que fit-il donc pour mourir ainsi? ». Dites-leur : « Deux partis avaient divisé la République. Dechézeaux ne voulut s'attacher ni à l'un, ni à l'autre. Il dit ce qu'il pensait sans ménager personne. Il crut qu'il fallait s'en tenir à la vérité, il osa le dire et sa tête fut proscrite ». Consolez ma femme ; prenez mes enfants dans vos bras et apprenez à dire : « Il mourut pour la patrie ».
- La dernière à sa femme, quelques instants avant de gravir l'échafaud : « C'est ton frère, Ma chère Fanny, qui te remettra ces lettres… Que nos enfants y lisent un jour l'histoire du bonheur et du malheur de leur père. C'est la vengeance qui frappe ton malheureux ami. Tu sauras avec quelle impatience elle attendait ma tête… Mon âme se perd dans la tienne. Mes enfants demanderont à leur mère l'histoire de leur malheureux père qui ne leur laissera plus que ce souvenir pour héritage. Fanny adieu. La méchanceté des hommes a mis l'éternité entre nous ».

Le 29 Germinal an III, (18 avril 1795), sa veuve, née Fanny Vatable (fille du négociant Isaac Joseph Vatable et de Marie Liège), assistée de son beau-frère Achille Dechézeaux qui avait pris la direction de la maison de commerce familiale demande à la Convention la réhabilitation de son mari. L'Assemblée l'accorde et décide que le mémoire présenté par «La veuve Dechézeaux», sera imprimé aux frais de la Nation et que les biens du condamné seront rendus à ses héritiers. Quelques années plus tard, elle épouse en secondes noces un négociant nommé Louis Rateau originaire de Quimper.

## Aujourd'hui
Le 31 octobre 2009, date anniversaire de son élection au commandement de la Garde Nationale, la municipalité de La Flotte a érigé en sa mémoire, dans le square Mérindot non loin de sa maison natale, un buste en bronze dû au sculpteur Claude Bujeaud et au fondeur Michel Landowski.

## Galerie

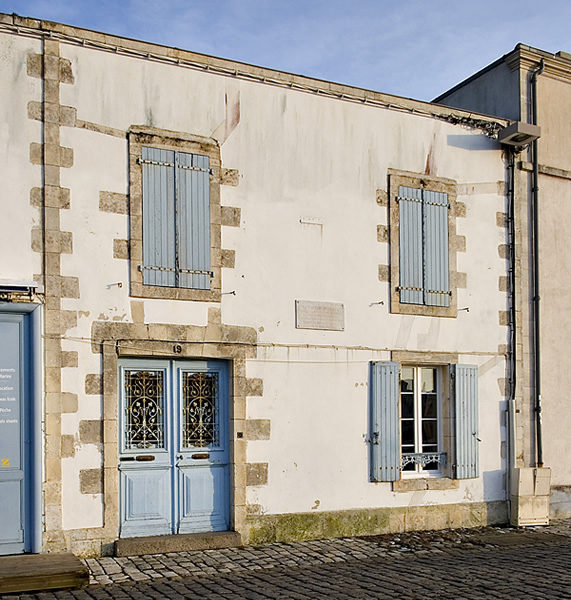
Maison natale de Gustave Dechézeaux sur le port de La Flotte, Île de Ré.
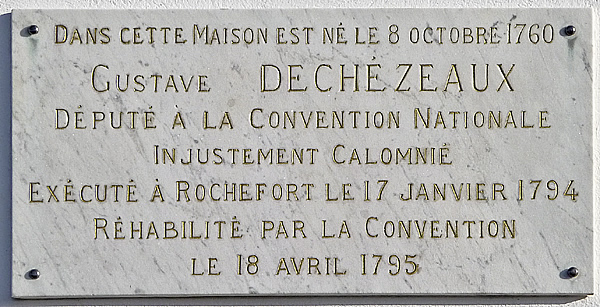
Plaque sur Maison natale de G. Dechézeaux.
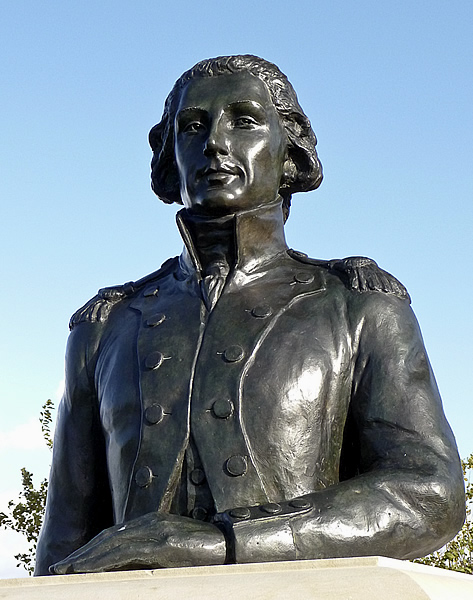
Buste de G. Dechézeaux par Claude Bujeaud (sculpteur) et Michel Landowski (fondeur).
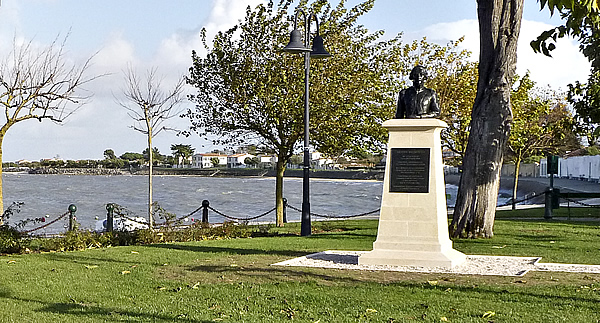
Buste de G. Dechézeaux érigé par la municipalité dans le square Mérindot à La Flotte - Île de Ré.

## Sources de documentation
- « Gustave Dechézeaux », dans Adolphe Robert et Gaston Cougny, Dictionnaire des parlementaires français, Edgar Bourloton, 1889-1891 [détail de l’édition]
- Précis des faits qui ont justifié la condamnation à mort de Gustave Dechézeaux, imprimé par ordre de la Convention. Imprimerie nationale-1795.
- Pétition de la Citoyenne veuve Dechézeaux, née Vatable, Imprimée par ordre de la Convention. Imprimerie nationale-1795.
- Notice biographique sur Gustave Dechézeaux, par Ernest Chatonet. Typographie Siret. La Rochelle - 1875.
- Délibérations de la Société des Amis de la Liberté et de L'Égalité d'Ars en Ré, par M. de Richemont. Imprimerie Texier. La Rochelle -1904.
- Mémoire de Maîtrise par Martine Baptiste présenté à la Faculté des lettres de Poitiers-1987. Projets éditions Poitiers-1988.
- Histoire de la Révolution française en Poitou-Charentes, 1789-1799, par J. Peret. Projets éditions Poitiers-1988.
- Histoire des Protestants et de l'église réformée de l'île de Ré, par P. Dez. Pigolet éd. La Rochelle-1926.
- Histoire de l'île de Ré, par T.H. Kemmerer. Imprimerie Jeanne-d'Arc. Saint-Martin de Ré.- 1888- Réédition en 1966.
- Rigueur et Solitude : Gustave Dechézeaux, député à la Convention nationale, par E. Lem- Écrits d'Ouest. La Rochelle-1998.
- « Un flottais parmi les fondateurs de la République », par E. Lem, Bulletin Municipal de la Flotte en Ré, 2009